# WCT Tournament of Champions 1979
Il WCT Tournament of Champions 1979 è stato un torneo di tennis giocato sul cemento. Si è giocato a Dorado in Porto Rico. È stata la 3ª edizione del singolare. L'evento fa parte del Colgate-Palmolive Grand Prix 1979. Si è giocato dal 20 al 25 febbraio 1979.

## Campioni

### Singolare maschile
Jimmy Connors ha battuto in finale  Vitas Gerulaitis con il punteggio di 6–5, 6–0, 6–4